# Kateřina Siniaková
Kateřina Siniaková (født 10. maj 1996 i Hradec Králové) er en tjekkisk professionel tennisspiller. Hun spiller både single og double, men det er i damedouble, hun har haft størst succes, og hun har sammen med landsmanden Barbora Krejčíková vundet alle fire grand slam-turneringer i denne række. 

## Karriere
Sammen med Krejčíková vandt Siniaková juniordoublerækken i French Open, Wimbledon og US Open i 2013.
Parrets store seniorgennembrud kom i 2018, hvor de vandt French Open og Wimbledon, og derpå vandt de French Open i 2021, Australian Open, Wimbledon og US Open i 2022 samt Australian Open i 2023. I slutningen af 2023 indstillede de to tjekker deres samarbejde, og Siniaková vandt derpå French Open i 2024 sammen med Coco Gauff og Wimbledon samme år sammen med Taylor Townsend.

### OL
Ved OL 2020 i Tokyo (afholdt 2021) deltog hun i damedouble sammen med Krejčíková. Parret var topseedet og nåede også, med noget besvær, til finalen med blandt andet en tresætssejr over russerne Veronika Kudermetova og Jelena Vesnina. I finalen var de mere sikre, da de i to sæt besejrede schweizerne Belinda Bencic og Viktorija Golubic og dermed sikrede sig guldet, mens brasilianerne Laura Pigossi og Luisa Stefani sikrede sig bronzen.
Hun deltog også i OL 2024 i Paris, hvor hun stillede op i både single, damedouble og mixed double. I single tabte hun i første runde, og i damedouble, hvor hun igen spillede sammen med Krejčíková, nåede hun kvartfinalen. Bedst gik det i mixed double, hvor hun spillede sammen med Tomáš Macháč. De indledte med at besejre det topseedede par, Alexander Zverev og Laura Siegemund fra Tyskland, og de nåede finalen, hvor de mødte det kinesiske par, Wang Xinyu og Zhang Zhizhen, som de besejrede 6-2, 5-7, 10-8,